# Ацеродон Маклота
Ацеродон Маклота (или Макклота; лат. Acerodon mackloti) — вид млекопитающих из семейства крылановых отряда рукокрылых, широко распространённый в Юго-Восточной Азии. Типовой экземпляр происходит с острова Тимор. Обычно популяции отдельных островов относят к разным подвидам.

## Внешний вид и строение
Крупный крылан с длиной головы и тела около 230 мм, длиной предплечья от 139 до 148 мм и средней массой 518 г. Длина уха от 32 до 34 мм. По сравнению с целебесским ацеродоном (Acerodon celebensis) у ацеродона Маклота более крупные глаза с жёлто-коричневыми радужками и более крепкий зубной ряд. У представителей разных популяций сильно варьирует оттенок тёмно-коричневого фонового окраса меха. Нижняя сторона тела немного светлее, самки светлее самцов. Самые тёмные участки находятся на спине и икрах. Бросается в глаза золотисто-коричневая «мантия» на плечах. У самцов на шее имеются железы, которые выглядят как яркие и слегка красноватые пятна. Летательные перепонки чёрно-коричневые, шпора короткая, хвостовая перепонка узкая.

## Распространение и места обитания
Ацеродон Маклота распространён на Малых Зондских островах: его ареал простирается от острова Ломбок по Сумбаве, Флоресу и Сумбе до Алора и Тимора. Обитает на равнинных и холмистых участках на высоте до 450 метров над уровнем моря. Ацеродон Маклота предпочитает видоизмёненные человеком открытые леса, сады и плантации и, вероятно, его можно встретить в естественных лесах.

## Образ жизни
Днюют в густой листве деревьев и образуют колонии от 300 до 500 особей. Иногда делят укрытие с калонгом (Pteropus vampyrus). Животные покидают место отдыха незадолго до захода солнца и отправляются на поиски пищи. Они едят инжир и другие фрукты. Когда у места кормёжки собирается много едоков, доминирующие особи прогоняют более слабых животных. Если местность богата кормом, этот вид может делить используемое дерево с серой летучей лисицей, калонгом или крыланом Перона (Dobsonia peronii). Готовый к спариванию самец был обнаружен на Тиморе в марте. В этом же регионе самки носили эмбрионы длиной 7 мм в марте и эмбрионы длиной 25 мм в мае.

## Угрозы виду
На территории всего ареала ацеродона Маклота идет интенсивная вырубка лесов. Негативное влияние оказывают и беспокойства в месте днёвки. Люди могут охотиться на них и употреблять мясо в пищу. Даже если точная информация о численности популяции отсутствует, существуют опасения, что общая численность вида сократится чуть более чем на 30 процентов за 15 лет (три поколения) после 2015 года. МСОП относит ацеродона Маклота к видам, находящимся под угрозой исчезновения.